# Cronista de la vila de Madrid
El Cos de Cronistes Oficials de la Vila de Madrid està conformat per persones físiques, per designació municipal, sempre a títol personal i no per representació, amb caràcter honorífic, vitalici i no remunerat. El títol és atorgat pel ple de l'ajuntament de Madrid a persones que s'hagin distingit en la seva activitat professional en qualsevol tipus d'estudis, recerques, publicacions o treballs, o divulgació sobre temes relacionats amb la ciutat de Madrid. A canvi han d'emetre la seva opinió i evacuar les consultes sobre aquells temes que l'ajuntament de Madrid consideri i els remeti.
El despatx del Cos de Cronistes de la Vila de Madrid ha estat situat històricament en la Casa de la Panadería. Actualment se situa al Palau de Cañete (carrer Mayor, 69), compartint espai amb la biblioteca de l'Instituto de Estudios Madrileños.
Des de 1923, el ple de l'ajuntament de Madrid ha realitzat vint-i-vuit nomenaments. Actualment hi ha deu cronistes oficials, dels quals nou ho són a títol personal: els periodistes Enrique de Aguinaga López (degà del cos), Pedro Montoliú Camps, Luis Prados de la Plaza, Ángel del Río, Antonio Castro Jiménez, Mayte Alcaraz i Ruth González Toledano; el musicòleg Andrés Ruiz Tarazona; i la historiadora María del Carmen Iglesias Cano. A més, hi ha un cronista oficial a títol corporatiu, l'Instituto de Estudios Madrileños.

## Antics cronistes de la Vila de Madrid
Es pot considerar que els primers cronistes de la Vila de Madrid, encara que no oficials, van ser aquells escriptors que van plasmar la història de Madrid en les seves obres, tals com Juan López de Hoyos en el segle XVI; Gil González Dávila, Jerónimo de la Quintana i Antonio de León Pinelo en el segle XVII; Ramón de la Cruz Cano y Olmedilla en el segle XVIII; i Ángel Fernández de los Ríos o José Amador de los Ríos Serrano en el segle xix.

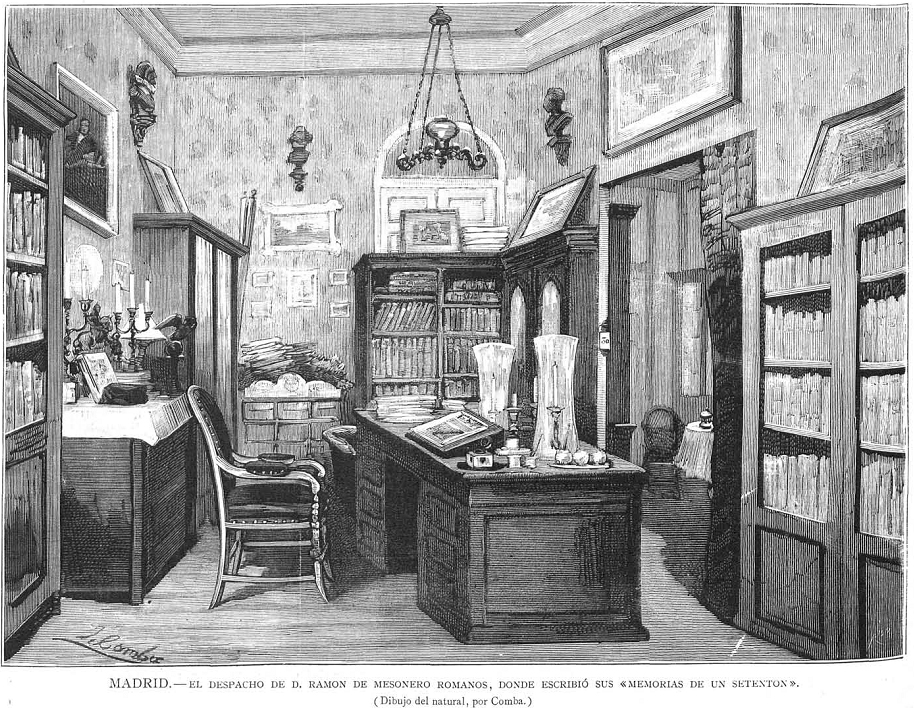
Despatx de Mesonero Romanos a Madrid, on va escriure Memorias de un setentón; dibuix de Juan Comba.

## El Cronista Major i Oficial de la Vila de Madrid (1864-1923)
És el 15 de juliol de 1864 quan es designa per primera vegada un «Cronista Mayor y Oficial de la Villa», títol amb caràcter vitalici que va recaure en Ramón Mesonero Romanos. A aquest el va succeir Julián Castellanos Velasco, i a aquest, Carlos Cambronero Martínez.

## Llista de Cronistes Majors i Oficials de la Vila de Madrid (1864-1923)
| Data de nomenament | Cronista Major i Oficial de la Vila | Període com a cronista |
| ------------------ | ----------------------------------- | ---------------------- |
| 15 julio 1864      | Ramón Mesonero Romanos              | 1864-1882              |
| 1882               | Julián Castellanos Velasco          | 1882-1889              |
|                    | Carlos Cambronero Martínez          | -1913                  |

## El Cos de Cronistes Oficials de la Vila de Madrid (1923-)

### El Cos de Cronistes Oficials de la Vila de Madrid (1923-1998)
El Cos de Cronistes Oficials de la Vila es va crear en 1923, quan l'ajuntament de Madrid va nomenar Pedro de Répide i Antonio Velasco Zazo. La primera reglamentació dels cronistes oficials es va aprovar en 1942, i va establir que aquest càrrec de designació municipal seria vitalici, de caràcter purament honorífic i gratuït sense cap contraprestació professional. A partir d'aquest moment, per al nomenament de nous cronistes oficials de la Vila calia també l'aval dels cronistes existents. Les propostes eren elevades al ple de l'ajuntament, que decidia sobre el seu nomenament.

### L'Estatut del Cos de Cronistes Oficials de la Vila de Madrid (1998-2009)
El 30 de gener de 1998, s'aprova un nou «Estatut del Cos de Cronistes de la Vila de Madrid», que va modificar el procés de nomenament perquè qualsevol institució pogués proposar candidatures, sent el ple de l'ajuntament l'encarregat d'acceptar-les. Va fixar també per primera vegada el nombre de cronistes del cos, que s'establia en un màxim de fins a dotze membres vius i en un mínim de sis, i el màxim de títols a atorgar en cada mandat corporatiu, que es va fixar en tres per legislatura mentre existissin vacants. Amb aquest estatut, a la fi de 1998, i després de més de vint anys sense nomenament de cap cronista oficial, van ser proposades fins a dotze candidatures individuals, sense que arribessin a prosperar vuit d'elles (les candidatures desestimades pel ple van ser les corresponents a Lluís Carandell, Moncho Alpuente, Lorenzo Díaz, Margarita Jiménez Gómez, Antonio Izquierdo Feriguela, José Fradejas Lebrero, José Montero Alonso i Manuel Montero Vallejo).

### El Reglament del Cos de Cronistes Oficials de la Vila de Madrid (2009-)
El 26 de novembre de 2009, el ple de l'ajuntament de Madrid va aprovar el vigent «Reglament del Cos de Cronistes de la Vila de Madrid», amb la pretensió d'adaptar-se a la regulació a l'estructura organitzativa i competencial de l'ajuntament de Madrid (derivada del nou règim jurídic dels municipis de gran població, especialment la Llei 22/2006, de 4 de juliol, de Capitalitat i de Règim Especial de Madrid) i a les disposicions legislatives en matèria de paritat. Es van modificar tant el nombre màxim de cronistes, segons el qual el seu nombre no seria superior a quinze ni inferior a sis, així com el màxim de nomenaments a atorgar en cada mandat corporatiu, no podent atorgar-se més de cinc títols per mandat. Així mateix es va modificar el procediment de presentació de les candidatures, ara per qualsevol dels membres de la Junta de Govern o dels grups municipals. Es va indicar també que el cos de cronistes estigués conformat només per persones físiques, amb l'excepció de la concessió honorífica atorgada a l'Institut d'Estudis Madrilenys que es va fer en el seu moment, i que no computa per al nombre màxim de cronistes que integren el cos.
El març de 2011 es produeixen els primers nomenaments amb el vigent reglament, recaient per primera vegada, i simultàniament, en tres dones, les periodistes Mayte Alcaraz i Ruth González Toledano, i la historiadora María del Carmen Iglesias Cano.

## Llista del Cos de Cronistes Oficials de la Vila de Madrid (1923-)
| Dat de nomenament | Cronista Oficial de la Vila                            | Període com a cronista |
| ----------------- | ------------------------------------------------------ | ---------------------- |
| 1923              | Pedro de Répide Gallegos                               | 1923-1947              |
| 1923              | Antonio Velasco Zazo                                   | 1923-1960              |
| 1942              | Francisco Bonmatí de Codecido                          | 1942-1965              |
| 9 juny 1943       | Aurelio de Colmenares y Orgaz, VII comte de Polentinos | 1943-1947              |
| 9 juny 1943       | Emilio Carrere Moreno                                  | 1943-1947              |
| 11 novembre 1943  | Víctor Ruiz Albéniz                                    | 1943-1954              |
| 23 desembre 1943  | Mariano Rodríguez de Rivas                             | 1943-1962              |
| 30 julio 1954     | Rafael Ortega Lissón                                   | 1954-1962              |
| 30 juliol 1954    | Lorenzo López Sancho                                   | 1954-2001              |
| 31 desembre 1954  | Enrique de Aguinaga López                              | 1954-                  |
| 31 desembre 1954  | Francisco Serrano Anguita                              | 1954-1968              |
| 18 maig 1956      | Rafael López Izquierdo                                 | 1956-1989              |
| 25 febrer 1966    | Jaime Oliver Asín                                      | 1966-1980              |
| 25 febrer 1966    | Tomás Borrás y Bermejo                                 | 1966-1976              |
| 25 febrer 1966    | Antonio Díaz-Cañabate                                  | 1966-1980              |
| 25 febrer 1966    | Federico Carlos Sáinz de Robles y Correa               | 1966-1983              |
| 25 febrer 1966    | Instituto de Estudios Madrileños                       | 1966-                  |
| 25 setembre 1976  | Fernando Chueca Goitia                                 | 1976-2004              |
| 29 setembre 1976  | Juan Hernández Sampelayo                               | 1976-1991              |
| 26 febrer 1999    | José del Corral Raya                                   | 1999-2011              |
| 26 febrer 1999    | Pedro Montoliú Camps                                   | 1999-                  |
| 26 febrer 1999    | Luis Prados de la Plaza                                | 1999-                  |
| 26 febrer 1999    | Ángel del Río López                                    | 1999-                  |
| 27 setembre 2007  | Antonio Castro Jiménez                                 | 2007-                  |
| 28 novembre 2008  | Andrés Ruiz Tarazona                                   | 2008-                  |
| 30 març 2011      | María Teresa Alcaraz Hernández                         | 2011-                  |
| 30 març 2011      | Ruth González Toledano                                 | 2011-                  |
| 30 març 2011      | Carmen Iglesias Cano                                   | 2011-                  |